# 清华大学天文系
清华大学天文系（英語：Department of Astronomy, Tsinghua University），是清华大学理学院下属的一个系，成立于2019年3月19日。

## 简介
清华天文系的前身是清华大学天体物理中心，成立于2001年。成立初期以致密天体和高能天体物理为主要研究方向。2014年起，陆续新增星系宇宙学、系外行星等方向，设立了高性能计算机群和低温探测器实验室。2019年3月19日宣布成立天文系，4月21日召开天文系成立大会并正式揭牌。毛淑德任天文系主任。天文系被纳入理学院，同时保留清华大学天体物理中心为虚体单位，挂靠天文系。

## 历史
- 2001年，清华大学天体物理中心成立，挂靠物理系。
- 2014年，清华大学批复天体物理学科建设发展规划要点，提出用五年时间发展过渡，之后成立天文系。
- 2017年，天文学科成为清华大学“十三五”重点发展学科。
- 2019年3月19日，清华大学党委常委会和校务会议审议通过，清华大学天文系正式成立。
- 2019年4月21日，清华大学天文系正式揭牌。[6]